# بابا رود (أرومية)
بابا رود هي قرية في مقاطعة أرومية، إيران. يقدر عدد سكانها بـ 634 نسمة بحسب إحصاء 2016.